# Giosafat (nome)
Giosafat  è un nome proprio di persona italiano maschile.

## Varianti
- Maschili: Giosafatte[2][3][4], Giosaffatte[2][4], Giosafatto[4], Giosaffatto[4], Giosefatto[2][4], Giosofatto[4]

### Varianti in altre lingue
- Catalano: Josafat[5]
- Ceco: Jóšafat
- Ebraico: יְהוֹשָׁפָט (Yehoshâphat, Yehōshāfat)[3][4][6]
- Francese: Josaphat
- Galiziano: Xosafá[5]
- Greco biblico: Ἰωσαφάτ (Iosaphat)[3][4][6]
- Inglese: Jehoshaphat[6]
- Latino ecclesiastico: Josaphat[3], Iosaphat[4][6]
- Polacco: Jozafat[6][7]
- Portoghese: Jeosafá
- Russo: Иосафат (Iosafat)
- Spagnolo: Josáfat[5], Josafato[5]
- Tedesco: Joschafat
- Ucraino: Йосафат (Josafat)

## Origine e diffusione
Deriva dal nome ebraico יְהוֹשָׁפָט (Yehoshâphat, Yehōshāfat), composto dal nome di Yahweh e dalla radice verbale shaphat ("giudicare"), con il significato complessivo di "Yahweh ha giudicato", "Yahweh ha reso giustizia" o anche "giudicato da Yahweh".
È presente nell'Antico Testamento, dove è portato da Giosafat, un re di Giuda, ricordato per il regno pacifico e prosperoso, oltre che da una manciata di altri personaggi; sempre nell'Antico Testamento (Gl 3,2), questo è anche il nome della Valle di Giosafat, dove è detto che Dio chiamerà l'umanità per giudicarla.
Nonostante l'origine biblica, il nome è piuttosto raro nel mondo cattolico, mentre è più utilizzato in ambienti israelitici o protestanti; la presenza di due santi orientali così chiamati, inoltre, gli assicura una certa diffusione nell'Oriente cristiano. In italiano è attestato con due pronunce diverse, "Giòsafat" e "Giosafàt"; le poche occorrenze sono accentrate, per oltre due terzi, a Roma e nel Sud Italia.

## Onomastico
L'onomastico si può festeggiare in memoria di vari santi e beati, alle date seguenti:
- 25 marzo, beata Giosafata Hordaševska, fondatrice delle Ancelle della Beata Vergine Maria Immacolata[10]
- 19 agosto, beato Josafat Roque, religioso lasalliano ucciso a Valdepeñas, uno dei martiri della guerra civile spagnola[11]
- 11 novembre, beato Josafat Šiškov, religioso assunzionista, martire a Sofia sotto il comunismo[12]
- 12 novembre (precedentemente 14 novembre), san Giosafat Kuncewycz, vescovo greco-cattolico ucraino che cercò di riconciliare la Chiesa cattolica e la Chiesa ortodossa, martire a Vicebsk[1][3][11][12]
- 17 novembre, beato Josafat Kocylovs'kyj, arcieparca di Przemyśl-Varsavia, martire a Kiev[11]
- 27 novembre, san Giosafat, principe indiano (la cui storia è tratta da quella del Buddha)[1][3][12]

## Persone

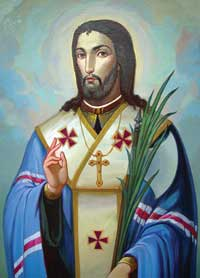
Giosafat Kuncewycz

- Giosafat Barbaro, diplomatico, esploratore, politico e mercante italiano
- Giosafat Kuncewycz, arcivescovo greco-cattolico e santo ruteno

### Varianti maschili
- Giosafatte Biagioli, grammatico, sacerdote e lessicografo italiano
- Josafat Kocylovs'kyj, monaco e vescovo cattolico ucraino
- Josaphat-Robert Large, scrittore haitiano
- Josafat Moščyč, vescovo cattolico ucraino
- Josafat Šiškov, presbitero bulgaro

### Varianti femminili
- Giosafata Hordaševska, religiosa ucraina